# Шонах-им-Шварцвальд
Шонах (нем. Schonach im Schwarzwald) — община в Германии, в земле Баден-Вюртемберг.
Подчиняется административному округу Фрайбург. Входит в состав района Шварцвальд-Бар. Население составляет 3889 человек (на 31 декабря 2010 года). Занимает площадь 36,71 км².
Здесь расположена штаб-квартира инструментальной компании Wiha Werkzeuge известной в России своим брендом ручного инструмента Wiha.